# Плюмодан
Плюмода́н (фр. Plumaudan, брет. Pluvaodan, галло Ploemaudan) — коммуна во Франции, находится в регионе Бретань. Департамент — Кот-д’Армор. Входит в состав кантона Брон. Округ коммуны — Динан.
Код INSEE коммуны — 22239.

## География
Коммуна расположена приблизительно в 340 км к западу от Парижа, в 45 км северо-западнее Ренна, в 55 км к востоку от Сен-Бриё.

## Население
Население коммуны на 2016 год составляло 1 266 человек.
| 1962 | 1968 | 1975 | 1982 | 1990 | 1999 | 2008 | 2016 |
| ---- | ---- | ---- | ---- | ---- | ---- | ---- | ---- |
| 796  | 808  | 770  | 737  | 787  | 841  | 1067 | 1266 |

## Экономика

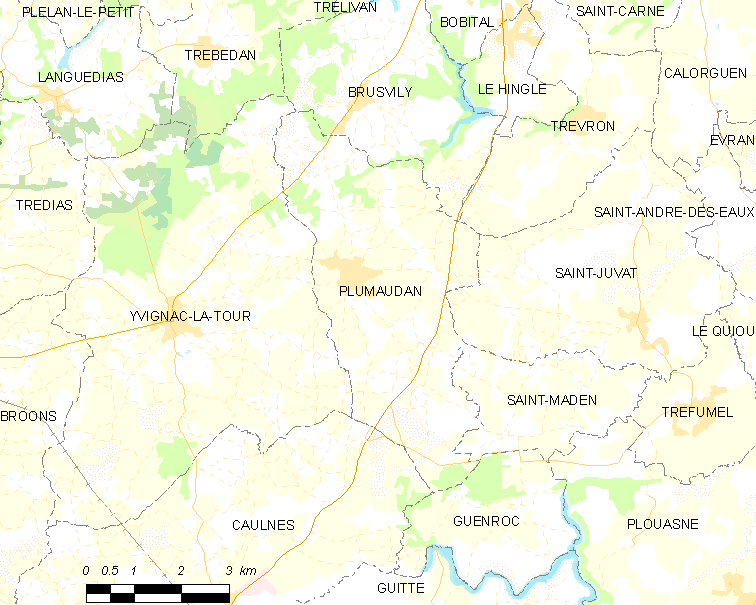
Карта коммуны

В 2007 году среди 596 человек в трудоспособном возрасте (15—64 лет) 454 были экономически активными, 142 — неактивными (показатель активности — 76,2 %, в 1999 году было 65,8 %). Из 454 активных работали 414 человек (233 мужчины и 181 женщина), безработных было 40 (10 мужчин и 30 женщин). Среди 142 неактивных 39 человек были учениками или студентами, 64 — пенсионерами, 39 были неактивными по другим причинам.